# Литвинов-Мосальский, Василий Фёдорович
Князь Василий Фёдорович Литвинов-Мосальский (ум. 22 октября 1612) — русский воевода, стольник и окольничий в правление Бориса Годунова и Смутное время.
Из княжеского рода Литвиновых-Мосальских. Старший сын князя и воеводы Фёдора Ивановича Литвинова-Мосальского. Имел брата князя Андрея Фёдоровича по прозванию Кукорека.

## Биография
В 1604 году ездил с царём Борисом Годуновым в богомольную поездку в Троице-Сергиев монастырь.
В 1605 году присягнул Лжедмитрию I и в мае 1606 года на его свадьбе с Мариной Мнишек был одиннадцатым в свадебном поезде, "ходил звать за стол польских послов", с окольничими ходил перед новобрачными и участвовал в церемонии "хождения в мыльню", был одиннадцатым мовником. Пожалован Лжедмитрием I в московские дворяне.
В 1607 году, во время Лжедмитрия II, являлся сторонником царя Василия Шуйского. Небольшой отряд царских войск во главе с Литвиновым-Мосальским был отправлен против бунтовщиков и стал между Козельском и Брянском, для заграждения путей им к Туле, откуда прислал сеунча о разбитии казаков. Впоследствии потерпел поражение от самозванца под Козельском осаждая город в октябре этого года. После того, как Лжедмитрий II осадил Брянск в декабре того же года, Литвинов-Мосальский во главе нового отряда послан из Мещёвска для деблокады, но из-за идущего льда по реке Десна, по которой предстояло войску перейти с одного берега на другой, князь Василий Фёдорович подавая пример своим подчинённым первым бросился в воду и разбивая лёд переправился на другой берег со своим войском, несмотря на вооруженное сопротивление бунтовщиков, пытавшихся препятствовать переправе. В результате боя под городом, русское войско разбило и отогнало от города войско Лжедмитрия II. После этого назначен вторым воеводою Сторожевого полка в Болхове.
В январе 1608 года защищает Карачев и препятствует походу войск самозванца. Третий воевода Большого полка в войске Михаила Скопина-Шуйского, преграждавшем Лжедмитрию II путь на Москву. В первом сражении на Ходынке был взят в плен тушинцами, откуда вернулся через полгода. Из-за местнических споров с Г. П. Ромодановским отозван из войска. В июле сражается под Звенигородом с Александром Зборовским, но терпит поражение. 
В 1609 году послан Государём для охраны обозов с продовольствием и запасов следующих из Коломны в Москву, в ноябре послан из Москвы очистить от мятежников Коломенскую дорогу, несёт полное поражение. 
В 1610 году, возглавляя войска у Шацка, был разбит наголову воеводою Лжедмитрия князем Черкасским. 30 ноября королём Сигизмундом III ему с братом Андреем дана грамота на владение поместьем Муромского уезда село Вача. По челобитью боярина и дворецкого князя Василия Михайловича Рубца Мосальского с братией и племянниками, расписался на грамоте королю Сигизмунду III с просьбой утвердить за ними их прежнюю вотчину — город Мосальск с волостями, на что 5 декабря 1610 года получают подтвердительную грамоту. Также в этом же году пожалован в окольничие.
В 1611—1612 годах участвовал в составе Второго ополчения в освобождении земель к северу от Москвы от польско-литовских интервентов и разбойничьих казачьих шаек.  В феврале 1611 года собрал и вооружил муромскую рать, а в марте владимирских служилых людей, которые присоединились к войску Дмитрия Пожарского. В это время упоминается воеводою у Тверских ворот, участвовал в боях в Белом городе, овладев Круглою башнею, Яузскими, Покровскими, Фроловскими, Сретенскими, Петровскими и Тверскими воротами. 
Князь Василий Фёдорович погиб при штурме укреплений Китай-города 22 октября 1612 году. 
Потомства, равно как и его младший брат Андрей Фёдорович, не оставил.

## Критика
В Боярском списке 1611 года, в разделе Окольничие, напротив его фамилии Василий Фёдорович Мосальский стоит помета  — "умре", что вероятно связано с поздней допиской.